# Beroende – when nothing is enough
Beroende – when nothing is enough, även Rastlös 3 (finska: Levottomat 3), är en finsk romantisk dramafilm från 2004 i regi av Minna Virtanen. Det är den tredje filmen i en trilogi som också innehåller Oroliga (2000, i Sverige Rastlös) och Jag och Morrison (2001). Manuset bygger på en novell av Leena Lehtolainen.

## Handling
Berättelsen cirklar kring Jonna, en framgångsrik karriärkvinna som har man och barn, men som lever ett dubbelliv. Hon är ständigt på jakt efter nya sexpartners. När hon får syn på den snygge och rike ynglingen Aleksi, som äger en egen yacht, blir det extra trubbel. Hennes syster Sanna ger henne alibi och sexterapeften Nora försöker hjälpa henne att komma till rätta med sexberoendet.

## Rollista[2]
- Mi Grönlund – Jonna
- Nicke Lignell – Niklas
- Jasper Pääkkönen – Aleksi
- Amira Khalifa – Nora
- Hanna Karjalainen – Helena
- Saija Lentonen – Sanna
- Jukka Puotila – Herman
- Miska Kaukonen – Mika